# Iznogoud (2005)
Iznogoud es una película francesa de 2005 basada en la serie homónima de historietas, dirigida por Patrick Braoudé. Estrenada el 9 de febrero del mismo año.

## Sinopsis
El gran Iznogoud, visir del Califa, es un manipulador con un objetivo en mente: convertirse en Califa reemplazando al Califa Haroun El Poussah. Con la ayuda de su leal ayudante, Dilat Larath, está dispuesto a todo para conseguir lo que quiere. En uno de sus planes, secuestra a la explosiva Prehti-Ouhman (Elsa Pataky), confundiéndola con la princesa.
- Datos: Q923176